# Thelypteris terminans
Thelypteris terminans là một loài thực vật có mạch trong họ Thelypteridaceae. Loài này được (J. Sm.) Tagawa & K. Iwats. miêu tả khoa học đầu tiên năm 1975.